# Erick (Oklahoma)
Erick is een plaats (city) in de Amerikaanse staat Oklahoma, en valt bestuurlijk gezien onder Beckham County.

## Demografie
Bij de volkstelling in 2000 werd het aantal inwoners vastgesteld op 1023.
In 2006 is het aantal inwoners door het United States Census Bureau geschat op 1060, een stijging van 37 (3,6%).

## Geografie
Volgens het United States Census Bureau beslaat de plaats een oppervlakte van
2,5 km², geheel bestaande uit land. Erick ligt op ongeveer 629 m boven zeeniveau.

## Plaatsen in de nabije omgeving
De onderstaande figuur toont nabijgelegen plaatsen in een straal van 36 km rond Erick.

## Geboren
- 10 april 1921 - Sheb Wooley, countryzanger en acteur.